# Stipa pellita
Stipa pellita là một loài thực vật có hoa trong họ Hòa thảo. Loài này được (Trin. & Rupr.) Tzvelev miêu tả khoa học đầu tiên năm 1966.